# Schwarzkogel (Granatspitzgruppe)
Der Schwarzkogel (auch Schwarzkogl) ist ein 2866 m ü. A. hoher Berg im Muntanitzkamm der Granatspitzgruppe im Norden Osttirols. Der Berg wurde erstmals am 19. August 1927 von W. Brandenstein bestiegen, den ersten Gratübergang vom Kalser Bärenkopf (3079 m ü. A.) nahmen H. Peterka und M. Jedlicka am 9. August 1932 vor. 

## Lage
Der Schwarzkogel liegt im verlängerten Südwestgrat des Nordgipfels des Kalser Bärenkopfs (3037 m ü. A.), wobei die Lendingscharte (2906 m ü. A.) den Schwarzkogel vom Nordwest-Gipfel des Kalser Bärenkopfs trennt. Der Schwarzkogel selbst besteht aus dem Haupt- oder Nordgipfel (2866 m ü. A.) sowie dem Südgipfel (2820 m ü. A.). Der Nordgipfel ist mit dem Südgipfel durch den kurzen Südgrat verbunden, der Haupt- oder Südwestgrat fällt hingegen ins Tal des Landeggbachs ab. Östlich des Schwarzkogels erstreckt sich zwischen ihm sowie dem Kalser Bärenkogel, dem Knaudl (2936 m ü. A.) und der Aderspitze (2990 m ü. A.) der Talschluss Lendig, wo sich Reste des Landeggkees sowie ein Staubecken für den Tauernmoossee (Kraftwerksgruppe Stubachtal) befinden. Nördlich liegt am Verbindungsgrat zwischen Schwarzkogel und Kalser Bärenkopf das Prägratkees. Nächstgelegene Schutzhütte ist die Professor Karl-Fürst-Hütte (Unterstandshütte) im Nordwesten, nächstgelegener Talort die Ortschaft Raneburg.

## Aufstiegsmöglichkeiten
Der Normalweg auf den Schwarzkogel führt vom Tauerntal zunächst entlang des Landeggbachs bis zur Einmündung des Seebachs und danach am Seebach entlang ostwärts bis zum Staubecken Beim See. Vom Seetörl (2300 m ü. A.) erfolgt der weitere Aufstieg weglos über Platten zur Südwestabdachung in das Schartl zwischen Nord- und Südgipfel und in der Folge über Blöcke zum Nordgipfel (UIAA I). Alternativ ist eine Ersteigung über den Nordostgrat von der Lendigscharte (UIAA I) oder über Ostwand (UIAA II) möglich.